# Equisetum laevigatum
Espèce
Equisetum laevigatum est une espèce de plantes de la famille des Equisetaceae.